# Мардоније
Мардоније (перс. Mardunia грч. Μαρδόνιος) је био персијски војсковођа у доба грчко-персијских ратова.
Био је зет цара Дарија I. Смирује побуну у Јонији увођењем демократског поретка. Потом 492. п. н. е. креће са војском и флотом у напад на Грчку. Покорио је Македонију, али му олуја оштећује флоту код рта Атос, а војска страдала у Тракији, због чега је смењен као заповедник.
Под Ксерксом I главни је покретач новог рата са Грчком. После персијског пораза у поморској бици код Саламине (480. п. н. е.), Ксеркс се с флотом враћа у Персију, а Мардоније је с војском остао у Грчкој, где је 479. п. н. е. у бици код Платеје, поражен и убијен.